# Chicken Spot
Chicken Spot est une chaîne de restauration rapide fondée en 1994 par Ibrahim Dar à Londres spécialisée dans le poulet frit.

## Historique
L'idée de créer cette franchise est venu à Ibrahim Dar lorsqu'il travaillait à KFC, voulait créer une alternative halal.
En 2019, la franchise compte 83 restaurants répartit en Europe, aux Émirats arabes unis, au Maroc et au Pakistan.
En 2024 la franchise compte une soixantaine de restaurants en France.

### Logos

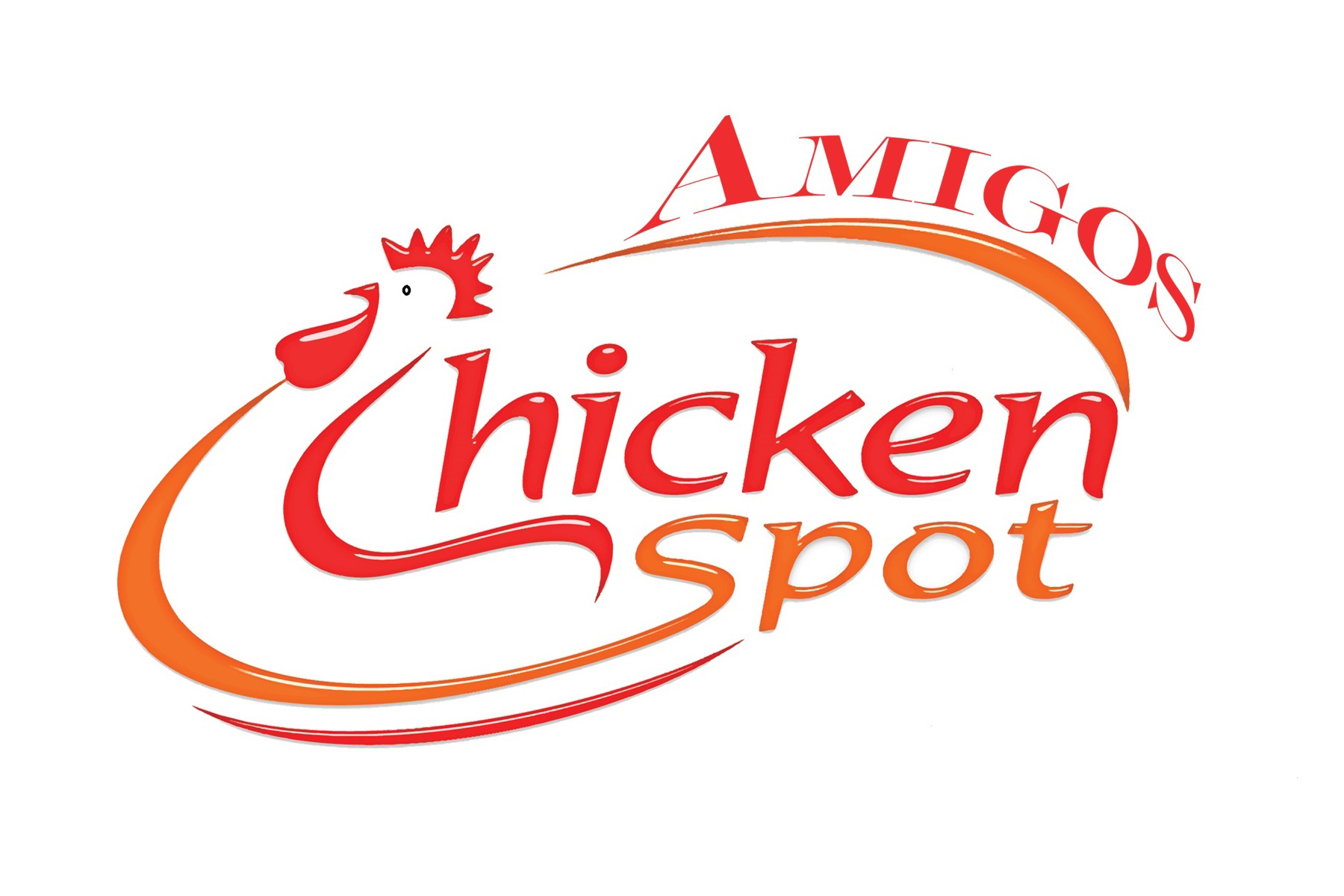
Premier logo
Nouveau logo

## Controverses

### Droit du travail
En 2018, le franchisé à Namur est fermé suite a une exploitation de travailleurs immigrés non déclarés, travaillant jusqu'à 16h par jour, toute la semaine, sans congés maladie. Le tribunal correctionnel de Liège condamnera les gérants à une peine de prison et à 12 000 euros d'amende.

## Liens
- (fr + en) Site officiel